# Dinocras
Genre
Dinocras est un genre d'insectes plécoptères européens de la famille des Perlidae.
Les larves vivent dans des cours d'eau limpide jusqu'en montagne et font partie des bioindicateurs de la qualité de l'eau (forte oxygénation, absence de pollutions chimiques et organiques).

## Liste des espèces
- Dinocras cephalotes (Curtis, 1827) - un des plus grands perlidés d'Europe.
- Dinocras ferreri (Pictet, 1841)
- Dinocras megacephala (Klapálek, 1907)